# Stelis veraguasensis
Stelis veraguasensis är en orkidéart som beskrevs av Carlyle August Luer. Stelis veraguasensis ingår i släktet Stelis och familjen orkidéer. Inga underarter finns listade i Catalogue of Life.